# Zelotes villicoides
Zelotes villicoides este o specie de păianjeni din genul Zelotes, familia Gnaphosidae, descrisă de Louis Giltay în anul 1932.
Este endemică în Grecia. Conform Catalogue of Life specia Zelotes villicoides nu are subspecii cunoscute.